# U.S. Route 73
U.S Route 73 (också kallad U.S. Highway 73 eller med förkortningen  US 73) är en amerikansk landsväg.